# Siedliszcze (gromada w powiecie chełmskim)
Siedliszcze – dawna gromada, czyli najmniejsza jednostka podziału terytorialnego Polskiej Rzeczypospolitej Ludowej w latach 1954–1972.
Gromady, z gromadzkimi radami narodowymi (GRN) jako organami władzy najniższego stopnia na wsi, funkcjonowały od reformy reorganizującej administrację wiejską przeprowadzonej jesienią 1954 do momentu ich zniesienia z dniem 1 stycznia 1973, tym samym wypierając organizację gminną w latach 1954–1972.
Gromadę Siedliszcze z siedzibą GRN w Siedliszczu utworzono – jako jedną z 8759 gromad na obszarze Polski – w powiecie chełmskim w woj. lubelskim na mocy uchwały nr 7 WRN w Lublinie z dnia 5 października 1954. W skład jednostki weszły obszary dotychczasowych gromad Siedliszcze osada, Siedliszcze wieś, Siedliszcze kol., Janowica, Majdan Zahorodyński i Marynin oraz miejscowości Gliny kol. i Towarzystwo Aleksandrowskie z dotychczasowej gromady Chojeniec wieś ze zniesionej gminy Siedliszcze w tymże powiecie. Dla gromady ustalono 21 członków gromadzkiej rady narodowej.
1 stycznia 1958 do gromady Siedliszcze włączono obszar zniesionej gromady Anusin w tymże powiecie.
1 stycznia 1960 do gromady Siedliszcze włączono obszar zniesionej gromady Mogilnica w tymże powiecie.
31 grudnia 1961 do gromady Siedliszcze włączono wieś i kolonię Kulik ze znoszonej gromady Ludwinów w tymże powiecie.
Gromada przetrwała do końca 1972 roku, czyli do kolejnej reformy gminnej. 1 stycznia 1973 w powiecie chełmskim reaktywowano gminę Siedliszcze.